# Clostera orientalis
Clostera orientalis är en fjärilsart som beskrevs av Johann Heinrich Fixsen 1887. Clostera orientalis ingår i släktet Clostera och familjen tandspinnare. Inga underarter finns listade i Catalogue of Life.